# Medovarce
Medovarce este o comună slovacă, aflată în districtul Krupina din regiunea Banská Bystrica. Localitatea se află la altitudinea de 180 m deasupra n.m., se întinde pe o suprafață de 13,24 km2 și în 2017 număra 227 de locuitori.

## Istoric
Localitatea Medovarce este atestată documentar din 1156.

## Demografie
| An:                | 1994 | 2004  | 2014   | 2024   |
| ------------------ | ---- | ----- | ------ | ------ |
| Număr de persoane: | 250  | 247   | 238    | 218    |
| Diferență:         |      | −1,2% | −3,64% | −8,40% |

| An:                | 2023 | 2024   |
| ------------------ | ---- | ------ |
| Număr de persoane: | 216  | 218    |
| Diferență:         |      | +0,92% |